# 第二十大道东北大桥
第二十大道东北大桥（英語：20th Avenue NE Bridge），又称拉文纳公园大桥（英語：Ravenna Park Bridge），是一座位于美国西雅图拉文纳公园深谷之上的三铰钢桁拱桥。大桥由弗兰克·M·约翰逊在城市工程师阿瑟·迪莫克的指导下设计。大桥于1913年建成投入使用，并被列入美国国家史迹名录和西雅图地标名录中。
大桥总长108（354英尺），横跨整个深谷的主拱长76.3（250英尺），高12.4（41英尺）。大桥桥面为5.5（18英尺）宽的水泥路面。大桥自1975年起对机动车关闭，并作为人行道桥向行人开放。

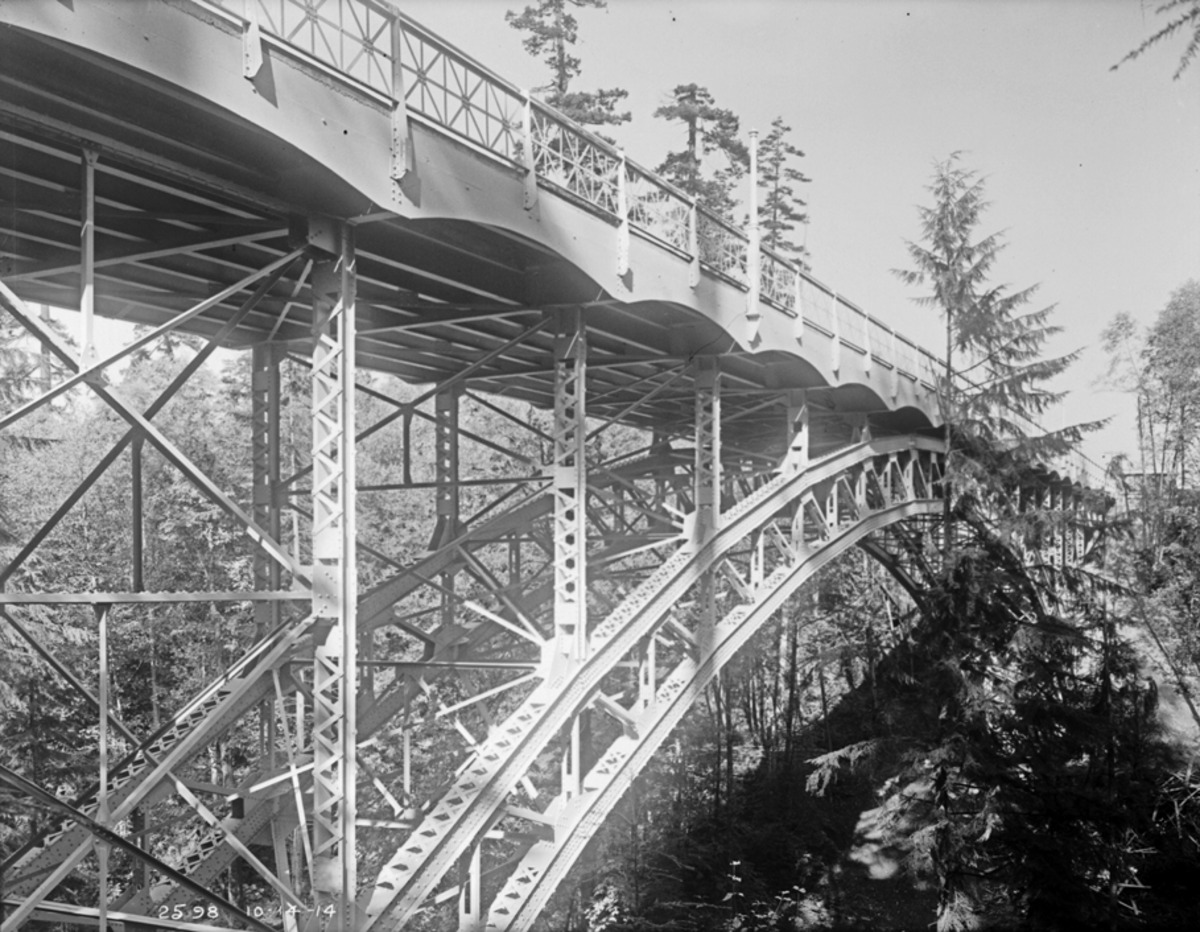
图为1914年刚刚建造完成时的第二十大道东北大桥（常称拉文纳公园大桥），大桥最初为公路桥，现已改为人行道桥